# Vandellia saginiformis
Vandellia saginiformis är en tvåhjärtbladig växtart som beskrevs av Gustave Henri Bonati.
Vandellia saginiformis ingår i släktet Vandellia och familjen Linderniaceae. Inga underarter finns listade i Catalogue of Life.